# Lyngby Tekniske Skole
Lyngby Tekniske Skole var en uddannelsesinstitution i Kongens Lyngby på Mortonsvej.
Stedet havde tidligere huset Københavns Gardinfabrik og der havde været produktion på stedet frem til 1969. Tidligere havde skolen været indrettet i en bygning på Jerngade 16.
Efter nedlæggelsen af produktionen lejede Lyngby Tekniske Skole sig ind i bygningerne.
Senere overtog uddannelsesinstitutionen dem, men i 2008 begyndte man at rive bygningerne ned og området blev udlagt til boliger.